# Ségoufielle
Ségoufielle este o comună în departamentul Gers din sudul Franței. În 2009 avea o populație de 947 de locuitori.

## Evoluția populației
| An        | 1975 | 1982 | 1990 | 1999 | 2006 | 2009 |
| --------- | ---- | ---- | ---- | ---- | ---- | ---- |
| Populație | 367  | 386  | 517  | 653  | 840  | 947  |